# イバイ・ゴメス
イバイ・ゴメス・ペレス（Ibai Gómez Pérez ,  1989年11月11日 - )は、スペイン・バスク州ビスカヤ県ビルバオ出身の元プロサッカー選手。現役時代のポジションはMF。

## 来歴
2008年にバスク州の小さなチームでプロデビューし、2010年7月に地元のアスレティック・ビルバオと契約。10月17日のレアル・サラゴサ戦で、プリメーラ・ディビシオン初出場。以降出場機会が増え、2012年5月のUEFAヨーロッパリーグ決勝戦に出場するも、アトレティコ・マドリードに敗退。2012-13シーズンは、自己最多の35試合に出場し、2012年11月17日のレアル・マドリード戦で、ラ・リーガ初ゴールを決めた。
しかし、以降は右膝の負傷に苦しみ、2015-16シーズンは5試合の出場にとどまり、当時のエルネスト・バルベルデ監督の構想外となり、同シーズン終了後に解雇。解雇された同日にデポルティーボ・アラベスと3年契約を締結した。
2016年9月10日のFCバルセロナ戦で、移籍後初ゴールを記録し、敵地カンプ・ノウで2-1での勝利に貢献。2016-17シーズンはコパ・デル・レイで決勝に進出し、準優勝を果たした。
2019年1月10日、アスレティック・ビルバオと2022年6月30日までの契約で復帰することが発表された。
2021年7月16日、イバイ・ゴメスは双方合意の下、残り1年あった契約を解除することを発表した。
2022年3月、フーラードFCに加入した。
2022年7月27日、デポルティーボ・ラ・コルーニャに1年契約で移籍した。